# Braathens Regional Aviation
Braathens Regional Aviation è stata una compagnia aerea svedese con sede a Malmö che operava servizi di wet leasing per aeromobili insieme a Braathens Regional Airways per BRA Braathens Regional Airlines. In precedenza era conosciuta con il nome di Malmö Aviation e operava rotte nazionali in Svezia dal suo hub all'aeroporto di Stoccolma-Bromma fino a febbraio 2016, quando le sue operazioni si sono fuse con Sverigeflyg per formare BRA Braathens Regional Airlines. Nel processo la compagnia aerea ha cambiato il suo nome nell'attuale Braathens Regional Aviation e ha cessato le proprie operazioni di volo.

## Storia

Logo di Malmö Aviation

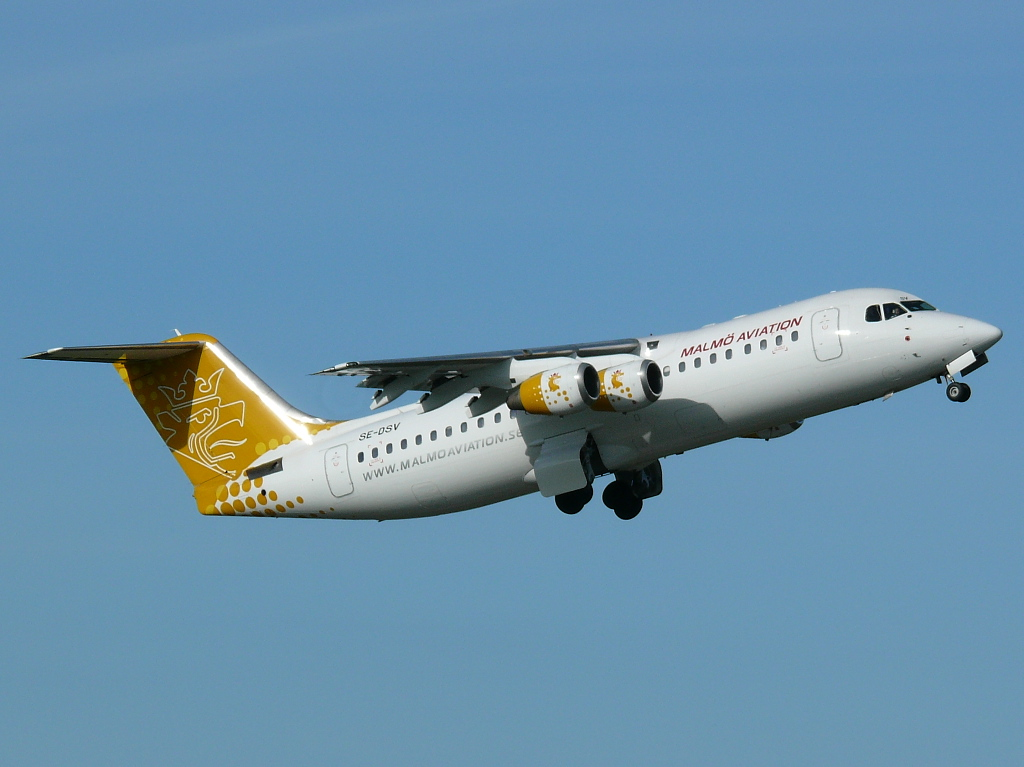
Un Avro RJ100 della Malmö Aviation

La compagnia è stata fondata nel 1981, operando come scuola di addestramento al volo e compagnia di charter aereo. Alla fine degli anni '80 ha iniziato ad operare servizi cargo per conto di TNT con i BAe 146-200QT, i Fokker F27 Friendship ed i suoi derivati Fairchild F-27 e Fairchild Hiller FH-227. La società è stata venduta a CityAir Scandinavia l'11 febbraio 1992. Una nuova società denominata Malmö Aviation Schedule è stata costituita il 16 aprile 1993 sotto la proprietà di Wiklund Inter Trade. Braathens ha acquisito il pieno controllo nell'agosto 1998 e all'inizio del 1999 ha integrato Braathens Sweden (ex Transwede) nella Malmö Aviation. Nel dicembre 2001 è diventata una compagnia aerea indipendente di proprietà di Braganza AS/Bramora. Questo è stato il risultato dell'acquisizione di Braathens da parte di Scandinavian Airlines (SAS) in cui Malmö Aviation, per motivi legali, non era inclusa. Successivamente è diventata interamente di proprietà di Braathens Aviation. Nel settembre 2014, Malmö Aviation ha dichiarato che non sarebbe più stato il cliente di lancio del Bombardier CS100 come precedentemente pianificato. Nel marzo 2016, la parte operativa di Malmö Aviation è stata fusa in BRA Braathens Regional Airlines insieme a Sverigeflyg e il nome è stato cambiato in Braathens Regional Aviation. Nel marzo 2017, Braathens Regional Aviation ha annunciato il rinvio di tutti i suoi ordini per l'Airbus A220, allora noto come Bombardier C-Series, a tempo indeterminato dopo l'introduzione di una nuova tassa, introdotta dal governo, sui biglietti venduti in svezia che avrebbe dovuto ridurre il numero di passeggeri. Nel maggio 2019, Braathens ha annunciato l'annullamento del loro ordine A220 che consisteva in cinque aeromobili della serie -100 e cinque -300. 

## Flotta
A gennaio 2020 la flotta Braathens Regional Aviation risultava composta dai seguenti aerei:

### Flotta storica
Braathens Regional Aviation operava in precedenza con i seguenti aeromobili: